# Isaac Silva
Isa Isaac Silva (Barreiras, 1989) é uma designer de moda brasileira e fundadora da marca Isaac Silva. É também empresária, influenciadora de moda, consultora, e palestrante.

## Biografia
Isa Isaac é a primeira de duas filhas de Máximo Silva, um caixeiro-viajante, e Leila Silva, uma dona de casa. Em Barreiras teve o primeiro contato com a moda através de Morena, uma vizinha costureira do bairro. Seu pai morreu quando tinha 12 anos e, dois anos depois, a família muda-se para Salvador. Então, ingressou no curso de Design e Gestão na Universidade Salvador (UNIFACS) e aprofundou seu conhecimento de religiões de matriz africana, que influenciam a sua obra.
Em 2008, mudou-se para São Paulo, onde completou o curso de Tecnologia de Produção do Vestuário no Serviço Nacional de Aprendizagem Industrial (SENAI). Inicialmente trabalhou na indústria de produção de vestuário, colaborando com marcas da região do Brás e Bom Retiro e com estilistas como Gustavo Silvestre e Geraldo Couto. Em 2015 criou a sua marca homônima e, em 2016, passou a apresentar as suas coleções na Casa de Criadores, iniciando com a coleção Dandaras do Brasil. Em 2018, foi convidada a integrar a São Paulo Fashion Week por Paulo Borges, participação que se repetiu noutras edições.
Em 2019, revelou-se publicamente como pessoa transgênero e queer, mais especificamente bissexual e monogâmica.
A obra artística de Isaac é permeada por referências à cultura afro-brasileira e indígena, que combina com uma abordagem inclusiva e despreconceituosa. Isaac cria maioritariamente roupa unissex e de tamanhos que vão do XP ao XXG. A sustentabilidade, moda eticamente produzida e o investimento em produtos nacionais são também temas que a designer procura integrar na sua obra.

## Obra

### Coleções na Casa dos Criadores
- Edição 39 (2016): Dandaras do Brasil, inspirada por Dandara dos Palmares, símbolo de resistência, pertencente ao Quilombo dos Palmares.
- Edição 40 (2016): Geração Tombamento, inspirada por movimentos de empoderamento por via da moda e música que valoriza a identidade negra, estes relacionados com a música Tombei, da rapper Karol Conká.
- Edição 41 (2017): combinação entre o estilo pessoal e o afrofuturismo da influenciadora digital Magá Moura.
- Edição 42 (2017): Seja um raio de sol, coleção dedicada à moda e cultura afro-brasileiras, inspirado na filosofia do bantu.
- Edição 43 (2018): coleção em homenagem a Xica Manicongo.
- Edição 44 (2018): coleção em homenagem a orixás, inspirada por quatro divindades: Nanã, Oiá, Oxum e Iemanjá.
- Edição 45 (2019): coleção em referência ao Egito.

### Coleções na São Paulo Fashion Week
- N48 (2019): Acredite no seu Axé, com um elenco de modelos fora do padrão de desfiles de moda, incluindo mulheres negras e mulheres gordas. O tema reflecte sobre a intolerância das religiões de matriz africana.[9][10]
- N49 (abril de 2020): edição cancelada devido à pandemia de COVID-19
- N50 (novembro de 2020): Jacira, Flores para Iemanjá, apresentação digital inspirada por uma história acerca de orixás, que faz homenagem a uma tia de Isaac.
- N51 (2021): Axé, boca da mata! Primeira colaboração com Havaianas, juntamente com a ativista Neon Cunha.[11]
- N52 (novembro de 2021): Cores da Bahia, inspirada na cultura e natureza do estado nordestino, em parceria com Havaianas
- N53 (junho de 2022): Panterona, em homenagem a Márcia Pantera e Eartha Kitt com referência ao Partido dos Panteras Negras, movimento político antirracista dos anos 1960-1970 nos Estados Unidos.[12]
- N54 (novembro de 2022): As Griôs, em homenagem a Marisa Moura e Mama e baseada na tradição oral africana de partilha e preservação cultural com referências ao filme Pantera Negra: Wakanda Para Sempre.[13][14]
- N55 (maio de 2023): Banho de Axé, homenagem a Carmem Silva, líder do Movimento Sem-Teto do Centro (MSTC), com inspiração na música Banho de Folhas de Luedji Luna, e em colaboração com a artista Heloísa Ariadne, Neon Cunha e marisqueiras do quilombo de São Lourenço.[1][15][16]